# Kysyl-Tuu (Sokuluk)

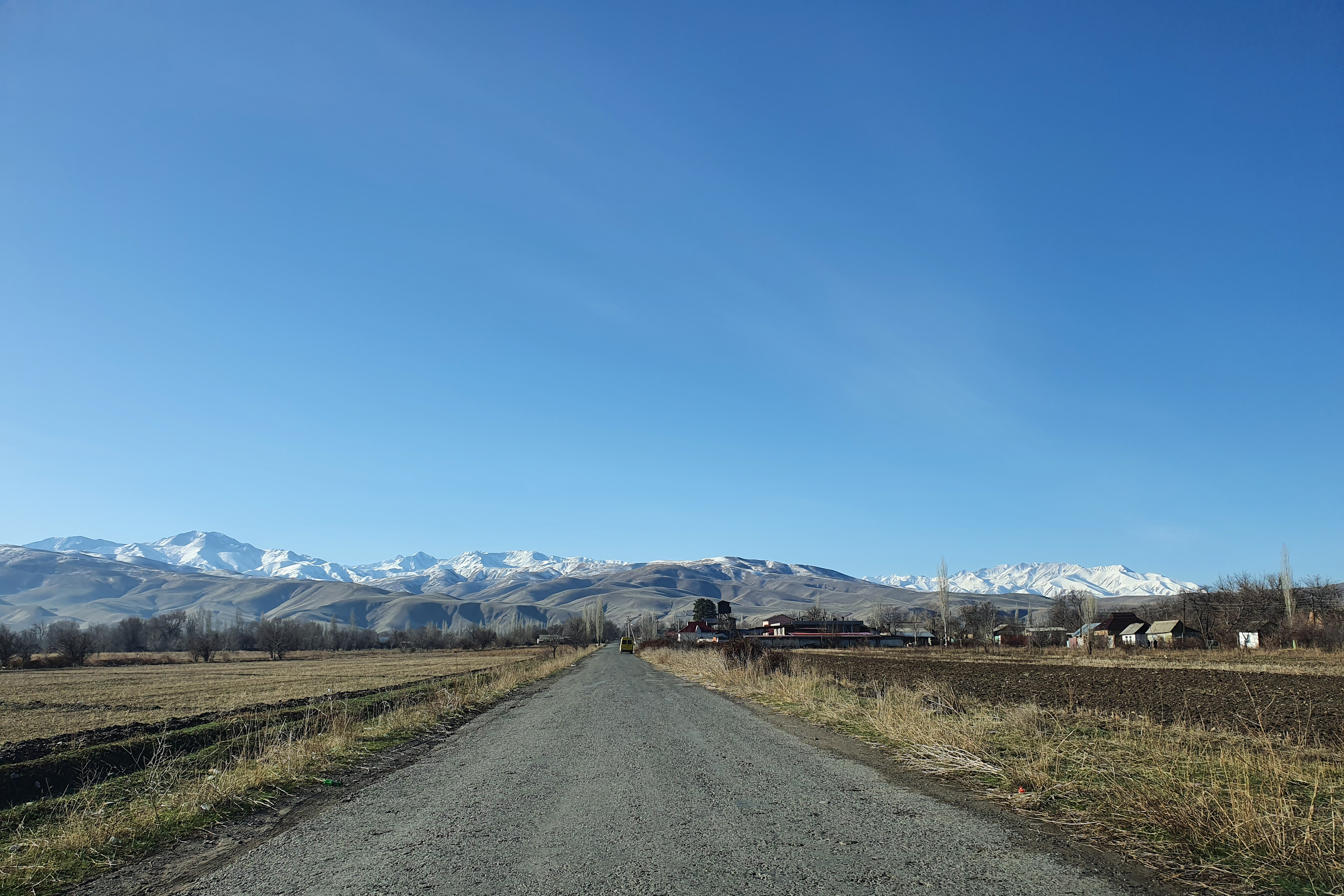
Blick auf Kysyl-Tuu

Kysyl-Tuu (kirgisisch: Кызыл-Туу) ist ein Dorf und der Verwaltungssitz der gleichnamigen Gemeinde im Rajon Sokuluk im Oblus Tschüi der zentralasiatischen Republik Kirgisistan.
Der COATE-Code des Orts ist 41708 222 838 01 0.
Das Dorf hatte 3977 Einwohner im Jahre 2015. Es liegt westlich der Landeshauptstadt Bischkek und etwa 7 km südöstlich der Stadt Sokuluk, dem Verwaltungssitz des Rajons, am nördlichen Rand des bis zu 4875 m hohen Kirgisischen Gebirges, einem westlichen Teil des Tian-Shan-Gebirges. 20 km südsüdöstlich des Dorfs befindet sich der Hochgebirgs-Nationalpark Ala-Artscha.